# Skovjordbær
Skovjordbær (Fragaria vesca), også skrevet Skov-Jordbær, er en 5-15 cm høj urt med lange, rodslående udløbere. Den vokser på både på bakker og skrænter og i skov.

## Beskrivelse
Skovjordbær er en flerårig urt med en tueformet vækst. De lange udløbere gør dog, at planten kan danne sammenhængende tæpper under de rette betingelser. Stænglerne er rødlige og svagt hårede med rundt tværsnit. Oftest danner bladene dog en grundstillet bladroset. Bladene er trekoblede med omvendt ægformede småblade, der har groft takket rand. Den midterste tand på endesmåbladet rager længere frem end de øvrige på samme småblad (dette til forskel fra bakkejordbær). Oversiden er græsgrøn og furet på grund af nedsænkede bladribber. Undersiden er lysegrøn.
Blomstringen sker i maj-juni, hvor man finder blomsterne siddende i små stande på særlige, oprette skud. De enkelte blomster er regelmæssige og 5-tallige med hvide kronblade. Frugterne er uægte frugter, der består af den opsvulmede og røde frugtbund med mange indlejrede nødder.
Rodnettet er trævlet og ret højtliggende. Udløberne slår rod ved jordkontakt og skaber nye planter.
Højde x bredde og årlig tilvækst: 0,10 x 0,25 m (10 x 25 cm/år), heri ikke medregnet planter, der er dannet fra udløberne.

## Voksested
Arten hører hjemme i skovlysninger og lyse skove, på overdrev og langs veje og på vejskråninger. Desuden kan den findes i enge, og ved skovbryn og langs hegn. I Danmark er den almindelig i det meste af landet, bortset fra Vestjylland.
I tre gamle naturskove ved Koeru i det centrale Estland vokser arten under rødgran og hassel sammen med bl.a. hundegræs, alm. hvene, korsknap, alm. markarve, alm. skovarve, blå anemone, Carex pallescens (en art af star), engnellikerod, græsbladet fladstjerne, hindbær, humlesneglebælg, hvid snerre, håret frytle, knudefirling, kratviol, almindelig syre, lægeærenpris, mosebunke, nikkende flitteraks, prikbladet perikon, rød svingel, skovsyre og tveskægget ærenpris

## Anvendelse
Skovjordbær kan bruges som bunddække på skyggefulde steder i haven. Bærrene kan bruges til marmelade og saft.

## Dyrket form
Det såkaldte "Immerbær" (Fragaria vesca var. semperflorens) er en type af skovjordbær, som ikke danner udløbere. Til gengæld er den remonterende, dvs. at den bærer bær hen over hele sommeren.
| Portal | Portal:Botanik |

## Note
1. ↑  Martin Zobel, Rein Kalamees, Kersti Püssa, Elle Roosaluste og Mari Moora: ’’Soil seed bank and vegetation in mixed coniferous forest stands with different disturbance regimes’’ (engelsk)